# Kevin Carlson
Kevin D. Carlson, född 12 april 1962 i Kalifornien, är en amerikansk röstskådespelare och skådespelare.